# Caconda (ort)
Caconda är en ort i Angola.   Den ligger i provinsen Huíla, i den västra delen av landet, 600 kilometer söder om huvudstaden Luanda. Caconda ligger 1 674 meter över havet och antalet invånare är 10 549.
Terrängen runt Caconda är lite kuperad. Runt Caconda är det glesbefolkat, med 16 invånare per kvadratkilometer.. Det finns inga andra samhällen i närheten.
Omgivningarna runt Caconda är huvudsakligen savann.